# Mieczysław Stanclik
Mieczysław Stanclik, ps. „Adam Stanisławski” (ur. 23 listopada 1941 w Komorowicach, zm. 25 października 1998 w Bielsku-Białej) – polski poeta.
Rozpoczął naukę w technikum włókienniczym, ukończył liceum ogólnokształcące. Jako poeta debiutował w 1960 roku na łamach czasopisma „Odra”. W 1968 roku otrzymał Nagrodę im. Włodzimierza Pietrzaka, zaś w 1970 roku Nagrodę Czerwonej Róży, w 1985 roku został laureatem Nagrody im. Stanisława Piętaka za tom poezji Ave Eva.

## Twórczość
- Kula kryształowa, 1966
- Zielona gwiazda lasu, 1967
- Jawor, 1969
- Słoneczny chłopiec, 1969
- Krzyk pawia, 1970
- Wysoki kasztel, 1971
- Elegie. Białe modrzewie, 1972
- Ikonostas, 1980
- Białe miasta. Wiersze beskidzkie, 1981
- Jasnowidzenie, 1981
- Tercjarz albo termin w tercynie: Poemat cykliczny, 1982
- Ave Eva, 1984
- Tabor, 1987
- Żar: poematy i wiersze, 1996